# Trichoferus machadoi
Trichoferus machadoi är en skalbaggsart som beskrevs av Gianfranco Sama 1983. Trichoferus machadoi ingår i släktet Trichoferus och familjen långhorningar. Inga underarter finns listade i Catalogue of Life.